# 스위트파워
주식회사 스위트파워(일본어: 株式会社スウイートパワー, Sweet Power)는 일본의 연예 기획사이다.
여자 배우는 스위트 파워, 남자 배우는 스파이시 파워에서 담당한다.

## 소속 연예인
| - 우치야마 리나 - 아리사카 쿠루메 - 미나미사와 나오 - 마츠야마 메아리 - 사쿠라바 나나미 - 타카츠키 사라 - 카와시마 리리카 - 마츠카제 리사키 - 야마시타 세나 - 나가미 레아 - 타케우치 아이사 - 김태희 - 키리타니 미레이 - 쿠로키 메이사 | - 김태희 - 쿠로키 메이사 - 사쿠라바 나나미 - 타카스기 마히로 - 마츠이 코야 - 모리야마 아키 - 아라키 토와 - 오카다 켄시 - 사와이 미쿠 |

## 과거 소속 연예인
- 호리키타 마키[1][2]
- 아카야마 토모키